# Eduardo Fernandes Pereira Gomes
Eduardo Fernandes Pereira Gomes, genannt Dady (* 13. August 1981 in Lissabon, Portugal), ist ein ehemaliger kap-verdischer Fußballspieler, der auch die portugiesische Staatsbürgerschaft besitzt.

## Karriere

### Zeit in Portugal
Dady spielte in der Jugend des portugiesischen Traditionsvereins Boavista Porto. Dort wurden die Verantwortlichen vom landesweiten Topclub Sporting Lissabon auf ihn aufmerksam. Er konnte sich jedoch nicht durchsetzen und es folgten Engagements bei einigen kleineren Clubs aus der 2. portugiesischen Liga. Nach einer erfolgreichen Saison bei GD Estoril-Praia mit 5 Saisontoren, wechselte Dady zum Erstligisten Belenenses Lissabon, wo ihm schließlich der Durchbruch im Profigeschäft gelang. 15 Tore in Liga und Pokal sorgten bei einigen europäischen Clubs für Interesse an dem Kapverdischen Nationalspieler. Den Zuschlag erhielt schließlich CA Osasuna.

### CA Osasuna
Mit viel Vorschusslorbeeren kam Dady nach Pamplona, wo er sich gleich als gelungene Neuverstärkung erwies. Er sollte den Weggang von Starstürmer Roberto Soldado, der zu Real Madrid zurückkehrte, kompensieren. Mit seinen bisher 6 Saisontoren nach seinem ersten Halbjahr in Spaniens Elite-Liga hat er sich in seinem neuen Team einen Stammplatz erkämpft. Nach seiner ersten Saison in Spanien, wurde er nur noch unregelmäßig eingesetzt. Dieses lag an diversen Verletzungen und guter Leistungen von Walter Pandiani.

### Bucaspor
Im Sommer wechselte er zu Bucaspor in die türkische Süper Lig.